# Bromazepam
Bromazepam (nomes comerciais: Lexotan, Ultramidol, entre outros) é fármaco benzodiazepínico de longa duração de ação, com propriedades ansiolíticas, hipnóticas, relaxante neuro-músculo-esquelético e sedativo.

## Indicações[2]
Indicado no tratamento da ansiedade e patologias associadas quando se trata de perturbações graves ou incapacitantes. É usado como adjuvante nas perturbações psiquiátricas, como alterações do humor e esquizofrenia. O tratamento não deve exceder 8-12 semanas.
Quando administrado em doses baixas reduz a tensão e a ansiedade. Administrado em doses altas é responsável pela sedação e miorelaxamento.

## Reações Adversas[2]
Perturbações psiquiátricas:
- Confusão
- Depressão
- Agitação
- Delírio
- Pesadelos
- Alucinações

Do sistema nervoso:
- Sonolência
- Cefaleia
- Tonturas
- Vigília reduzida
- Ataxia
- Amnésia anterógrada

Outras reações: gastrointestinais, oculares, reações cutâneas, fadiga, fraqueza muscular, depressão respiratória, insuficiência cardíaca, dependência física e psíquica.

## Contraindicações[2]
- Hipersensibilidade ao bromazepam
- Doentes com insuficiência respiratória grave
- Doentes com Miastenia gravis
- Doentes com insuficiência hepática grave
- Síndrome da apneia do sono
- Histórico de abuso de substâncias
- Contraindicado na monoterapia da depressão
- Não é indicado como primeira linha de terapêutica na doença psicótica.

## Farmacodinâmica
As benzodiazepinas atuam como moduladoras alostéricas positivas do GABA-A, induzindo mudança conformacional fazendo com que o ácido gama-aminobutírico (GABA) se ligue aos recetores. Este, por sua vez, vai induzir uma mudança conformacional no canal de cloreto do recetor, responsável por hiperpolarizar a célula e pelo efeito inibitório do GABA no sistema nervoso central.

## Farmacocinética
O bromazepam é uma benzodiazepina lipofílica, com absorção máxima de 2 horas após administração oral e biodisponibilidade de 60%. Circula ligado a proteínas plasmáticas (70%), acumulando-se no tecido adiposo e no sistema nervoso central.
É metabolizado pelo citocromo P450, no fígado, originando os metabolitos: 3-hidroxi-bromazepam e o 2-(2-amino5-bromo3-hidroxibenzoil)piridina.
O seu tempo de semivida equivale a 20 horas e é excretado pela forma dos seus metabolitos, na urina.

## Toxicidade
Não existem evidências de potencial carcinogénico e estudos in vivo e in vitro também não revelaram genotoxicidade.
Quanto à toxicidade crónica, observou-se um aumento do peso do fígado, com hipertrofia hepatocelular centrolobular. Relativamente à toxicidade aguda, foram relatados efeitos de sedação, ataxia, crises convulsivas e elevação ocasional da fosfatase alcalina sérica.
Estudos em animais grávidos expostos ao bromazepam levaram ao aumento de nados mortos, aumento da mortalidade dos fetos, diminuição da sobrevivência das crias e diminuição do peso dos fetos e da progenitora, durante a gravidez.
Doses até 125mg/kg/dia não demonstraram potencial teratogénico nos ratos.

## Interações[2]
Os níveis plasmáticos de bromazepam aumentam quando administrado conjuntamente com antifúngicos azóis, inibidores da protease e macrólidos.
A fluoxetina pode aumentar a exposição ao bromazepam e aumentar o seu tempo de eliminação.
A cimetidina pode diminuir a depuração plasmática do bromazepam, aumentando o seu tempo de eliminação.
Narcóticos, como a morfina, podem aumentar o risco de euforia e dependência.
A administração conjunta do bromazepam com álcool e fármacos depressores do SNC tem um efeito aditivo, podendo levar ao aumento da sedação.

## Dependência
Os jovens adultos ocupam a maior percentagem no índice de abuso de benzodiazepinas. Benzodiazepinas com tempo de semivida menor apresentam um maior potencial de dependência.
Nos casos de dependência física, a suspensão abrupta do tratamento provoca sintomas de privação (síndrome de privação).
Aquando da suspensão do tratamento com benzodiazepinas pode ocorrer ansiedade (síndrome transitório), alterações de humor, distúrbios do sono e inquietação.
O uso indevido destes fármacos está fortemente relacionado com transtornos psiquiátricos, bem como historial familiar de transtornos por uso de substâncias.
A dependência é maior em doentes com precedentes de alcoolismo e/ou toxicodependência.

## Intoxicação
Quando utilizado em monoterapia, a sobredosagem do bromazepam não apresenta risco de vida, mas pode ocorrer arreflexia, apneia, hipotensão, depressão cardiorrespiratória e coma.
O tratamento da intoxicação consiste na administração de carvão ativado, mantendo as vias aéreas abertas em doentes que apresentem sonolência.
Se ocorrer sobredosagem com ingestão simultânea de outras substâncias deve ser feita uma lavagem gástrica. Caso o doente apresente depressão do sistema nervoso central grave deve ser administrado flumazenilo, fármaco antagonista das benzodiazepinas.

## Contaminação Ambiental[11]
As benzodiazepinas são fármacos abundantemente prescritos. Desta forma são vistas como contaminantes ambientais.
Compostos halogenados, tais como as benzodiazepinas, reduzem a sua biodegradação.
Estes compostos foram detetados em águas residuais provenientes de hospitais e efluentes de estações de tratamento de águas residuais.